# Уруссінська ТЕС
54°36′0″ пн. ш. 53°28′46″ сх. д. / 54.60000° пн. ш. 53.47944° сх. д.
Уруссінська ТЕС — колишня теплова електростанція у Татарстані. 
Станцію почали споруджувати під час радянсько-германської війни для забезпечення потреб нафтових промислів у суміжних районах Башкирії та Татарстану. В 1944 та 1945 роках на її майданчику ввели в дію дві парові турбіни першої черги. 
Роботи над другою чергою, що мала отримати трофейне обладнання – три парові котла загальною продуктивністю 210 тон пари на годину та дві парові турбіни загальною потужністю 25,5 МВт, завершились у 1950-му.
Третя черга отримала:
- три парові котла Таганрозького котельного заводу типу ТП-170 продуктивністю по 170 тон пари на годину (станційні номери 4, 5 та 6), що стали до ладу в 1952 та 1953 (два) роках;
- запущену в 1953-му парову турбіну типу ВР-12 потужністю 12 МВт (станційний номер 3);
- введену в 1952-му парову турбіну виробництва Ленінградського металічного заводу типу ВПТ-25-90 (ПТ-25-90) потужністю 25 МВт (номер 4);
- запущену в 1953-му парову турбіну від Ленінградського металічного заводу типу К-25-90 потужністю 25 МВт (номер 5).
Поява третьої черги довела загальну потужність ТЕС до 97,5 МВт, втім, одночасно це дозволило вивести обладнання першої черги в резерв.
В 1954,  1956 та 1957 роках на майданчику станції ввели в дію три турбіни типу Ленінградського металічного заводу типу К-50-90 потужністю по 50 МВт (номери 6, 7 та 8), а також ще три парові котла Таганрозького котельного заводу типу ТП-170 (номери 7 – 10).
Станом на 2015 рік за ТЕС продовжувало рахуватись лише чотири турбіни загальною потужністю 161 МВт – №4 (переномінована на 30 МВт), №5, №7 (переномінована на 53 МВт) та №8 (переномінована на 53 МВт).
В 2017 році станцію із застарілим обладнанням вивели з експлуатації.
Основним паливом для ТЕС був природний газ. Можливо відзначити, що в 1953 році менш ніж за півтора десятки кілометрів від станції став до ладу Туймазинський газопереробний завод, а в 1959-му ввели в дію газопровід Міннібаєво – Урусса.
Для охолодження використовували воду із річки Ік.